# كاثلين هيغينز
كاثلين هيغينز (بالإنجليزية: Kathleen Higgins)‏ هي أكاديمية أمريكية، ولدت في 1954.